# Miguel Muñoz Mozún
Miguel Muñoz Mozún (Madrid, 19 de gener del 1922 - Madrid, 16 de juliol del 1990) conegut com a Miguel Muñoz, va ser un futbolista espanyol i entrenador de diversos equips, sobretot el Reial Madrid CF i la selecció de futbol d'Espanya. Va ser el primer capità a aixecar la Copa d'Europa i també el primer a guanyar-la tant com a jugador com a entrenador. Com a jugador va ser internacional amb la selecció espanyola.

## Carrera esportiva

### Com a futbolista
Durant els primers anys de la postguerra va jugar a diversos equips de Madrid com la Ferroviaria, Girod o Imperio FC. El 1943 mentre estava fent el servei militar va jugar al CD Logroñés, de Segona Divisió, i a l'acabar la temporada 1943-44 va fitxar pel Racing de Santander. El 1946 signa pel Celta de Vigo, club amb què jugaria una final de la Copa del Generalíssim contra el Sevilla FC. Encara que Muñoz va marcar el primer gol del partit, al minut 6, el Celta va perdre la final per 4-1, degut en gran part a la lesió de dos jugadors de l'equip gallec, entre ells el porter, i que durant aquella època no hi havia substitucions durant el partit.
El 1948 és traspassat, junt a Pahiño, al Reial Madrid CF, on va jugar fins a la temporada 1957-58, destacant pel seu joc ofensiu, marcant el primer gol del Real Madrid a les competicions europees a un partit contra el Servette FC suís. Durant els anys que va jugar a Madrid, va veure arribar jugadors com Alfredo Di Stéfano i la formació d'un equip que demostraria una superioritat indubtable a Espanya i Europa.
Va jugar com a titular la final de la Copa d'Europa de 1956, que el Madrid va guanyar 4-3 a l'Stade de Reims i que inauguraría una ratxa de cinc victòries consecutives en aquesta competició. També va jugar com a titular la final de la Copa d'Europa de 1957,1957 que el Madrid va guanyar 2-0 contra l'ACF Fiorentina, la segona victòria consecutiva dels madrilenys en aquesta competició.
Va ser internacional en set ocasions, debutant amb la selecció el 20 de juny del 1948 a un amistós a Zúric contra Suïssa (3-3).

### Com a entrenador
La temporada 1959-60 va començar a entrenar el Reial Madrid i aquell mateix any guanyà la Copa d'Europa convertint-se en la primera persona a guanyar-la com a jugador i entrenador. Va dirigir al Real Madrid durant 13 anys i sis mesos en un total de 417 partits de Lliga de les quals en va guanyar 9.
Després va dirigir diversos clubs com la UD Las Palmas, amb la qual va quedar subcampió de la Copa del Generalíssim el 1978, perdent amb el FC Barcelona (3-1).
El 1982, després de la mala actuació al Mundial d'Espanya, va ser nomenat seleccionador nacional dirigint la selecció al Mundial de 1986 i les Eurocopes de 1984 (arribant a la final) i 1988.
És l'entrenador que ha dirigit més vegades al Reial Madrid i el segon entrenador amb més partits de lliga (601 en 21 temporades), només superat per Luis Aragonés. També és el que més lligues ha aconseguit, amb un total de nou. Va ser l'entrenador de l'equip que va guanyar la final de la Copa d'Europa de 1960 contra l'Eintracht Frankfurt al Hampden Park de Glasgow, i que va tancar per al club madrileny la ratxa de cinc victòries consecutives a la Copa d'Europa. Posteriorment pedria la final de la Copa d'Europa de 1962, contra el SL Benfica, per 3 a 5 a l'Estadi Olímpic d'Amsterdam, i també la final de la Copa d'Europa de 1964, que el Madrid va perdre contra l'Inter de Milà per 1 a 3 al Praterstadion de Viena, la primera victòria del club italià en la competició. Va guanyar la final de la Copa d'Europa de 1966, contra el FK Partizan per 2 a 1 a l'Estadi Heysel, de Brussel·les, la sisena Copa d'Europa madridista.

## Palmarès

### Com a jugador
| Títol           | Club        | País    | Any  |
| --------------- | ----------- | ------- | ---- |
| Lliga espanyola | Real Madrid | Espanya | 1954 |
| Lliga espanyola | Real Madrid | Espanya | 1955 |
| Copa Llatina    | Real Madrid | Espanya | 1955 |
| Copa d'Europa   | Real Madrid | Espanya | 1956 |
| Lliga espanyola | Real Madrid | Espanya | 1957 |
| Copa d'Europa   | Real Madrid | Espanya | 1957 |
| Copa Llatina    | Real Madrid | Espanya | 1957 |
| Lliga espanyola | Real Madrid | Espanya | 1958 |

### Com a entrenador
| Títol                 | Club        | País    | Any  |
| --------------------- | ----------- | ------- | ---- |
| Copa d'Europa         | Real Madrid | Espanya | 1960 |
| Copa Intercontinental | Real Madrid | Espanya | 1960 |
| Lliga espanyola       | Real Madrid | Espanya | 1961 |
| Lliga espanyola       | Real Madrid | Espanya | 1962 |
| Copa del Generalíssim | Real Madrid | Espanya | 1962 |
| Lliga espanyola       | Real Madrid | Espanya | 1963 |
| Lliga espanyola       | Real Madrid | Espanya | 1964 |
| Lliga espanyola       | Real Madrid | Espanya | 1965 |
| Copa d'Europa         | Real Madrid | Espanya | 1966 |
| Lliga espanyola       | Real Madrid | Espanya | 1967 |
| Lliga espanyola       | Real Madrid | Espanya | 1968 |
| Lliga espanyola       | Real Madrid | Espanya | 1969 |
| Copa del Generalíssim | Real Madrid | Espanya | 1970 |
| Lliga espanyola       | Real Madrid | Espanya | 1972 |